# سيدني ألتمان
سيدني ألتمان (بالإنجليزية: Sidney Altman) هو عالم كيمياء حيوية أمريكي من أصل كندي ولد في 7 مايو 1939.
ولد سيدني ألتمان في مونتريال بكيبك الكندية. تحصل على بكالوريوس في الفيزياء من معهد تكنولوجيا ماساتشوستس وأمضى 18 شهرا في جامعة كولومبيا وتحصل على دكتوراه في الفيزياء الحيوية من جامعة كولورادو سنة 1967.
تحصل سنة 1989 على جائزة نوبل في الكيمياء مع توماس كتش.